# Distretto di San Clemente
Il distretto di San Clemente  è uno degli otto distretti della provincia di Pisco, in Perù. Si trova nella regione di Ica e si estende su una superficie di  127,22 chilometri quadrati.